# 文煜
文煜（1808年—1884年），字星巖，費莫氏，滿洲正藍旗人。清朝官员。

## 生平
由官學生授太常寺庫使，累遷刑部郎中。歷任直隸霸昌道、四川按察使。咸豐三年（1853年），遷江寧布政使。太平軍攻佔江寧後，欽差大臣琦善在揚州外設立江北大營。咸豐四年，琦善在揚州病死，文煜奉命接辦琦善所部練勇及江北糧臺事務。咸豐七年，任江蘇布政使，辦理江南大營糧臺。歷任直隸布政使、山東巡撫、直隸總督。同治元年（1862年），捻軍降將張錫珠再次叛亂，文煜因督剿不力，褫職遣戍軍臺。
同治二年，僧格林沁奏調文煜赴軍營差遣，授鑲黃旗蒙古副都統。同治三年，赴甘肅慶陽督辦糧臺，以病請解職回旗。同治七年，起授正藍旗漢軍都統，出為福州將軍。同治十年，兼署閩浙總督。光緒三年，入覲，留京供職，歷任內大臣、鑲白旗漢軍都統、左都御史，刑部尚書。光緒七年，授協辦大學士。光緒九年，充總管內務府大臣。光緒十年，拜武英殿大學士，以病乞罷。不久，卒，贈太子少保，諡文達。子志顏，理藩院侍郎。

## 軼聞
光緒二十三、四年，文煜家人到怡親王府喝春酒，途中與阿桂後人發生糾紛，竟將其打傷，法華寺講學替阿桂後人抱不平，認為文府仗著是怡親王親戚而羞辱勳臣之後，向都察院申冤，最後恭親王出面調停才解決此事。

## 家庭
- 父富兆。
- 胞兄道光癸未科進士文懿。子道光二十三年顺天乡试举人志靜。
- 胞兄嘉慶庚辰科進士文蔚。子咸豐壬子科進士志和。女費莫氏，嫡福晉嫁瑞敏郡王奕誌。
- 子理藩院左侍郎志顏。妻愛新覺羅氏（父同治乙丑科進士宗室松森，胞兄光绪九年(1883)癸未科進士榜眼宗室壽耆）。
- 女費莫氏，分别嫁怡親王溥靜（父怡端親王載敦，先祖寧良郡王弘晈），宗室載澂（父恭忠親王奕訢、道光帝第六子）[1]，镶蓝旗满洲、浙江绍兴府知府海霈（父道光二年（1822年）壬午恩科进士吉達善），正黄旗满洲博爾濟吉特氏安興（祖父刑部尚書恪慎公阿勒清阿）。

## 相關条目
- 北京可園（文煜宅第）
- 胡雪岩故居

## 延伸阅读
[在维基数据编辑]
 在维基文库阅读此作者作品
 《清史稿·卷388》，出自趙爾巽《清史稿》
 《清史稿·卷388》